# 退魔錄 (電影)
《退魔錄》（韓語：퇴마록）為1998年韓國恐怖電影，於1998年8月15日上映，片長98分鐘，由朴光村編劇及執導，Poly Vision Pictures出品、製作及發行，安聖基、申鉉濬、秋相美主演，由韓國小說家李愚赫的同名小說改編，本片在韓國上映後共有41萬9201人入場人次。

## 劇情
當滂沱大雨帶來一片黑暗之際，一隊武裝部隊在驚懼中進佔了大樓，為的只是要搜尋一項可怕儀式的殘存者，他們在成堆屍體裡發現了一位生還的懷孕婦人，而這位婦人卻在生下一名女嬰後旋即死亡。
20年後，三個退魔師朴神父、短劍客玄岩和神祕小子俊厚正與破壞這個世界的邪靈對抗著。他們發現了20年前那場只有5人生還的神祕屠殺，也發現了邪靈靠著那些生還者的血來維生，並且還想藉由20年前那位懷孕婦人的女兒承嬉的身體來轉世。
當最後一位生還者遇害後，玄岩卻被懷疑涉及謀殺，他發現目前唯一能阻止惡魔復活的方法就是在惡魔利用承嬉轉世前殺掉她。在這段相的過程中，承嬉漸漸地愛上了玄岩，雖然她也知道玄岩的任務是要殺掉她。
在此同時，警方攻入了他們的藏身處，想要逮捕涉有重嫌的玄岩，三個退魔師和承嬉倉惶地逃走。在逃亡過程中，玄岩為了保護承嬉，用盡了最後一點力氣。看著玄岩受苦，承嬉對他的愛就越來越強烈，她決定要在其他退魔師受傷之前，面對那邪佞的惡魔。現在，退魔師和惡魔的戰鬥就要展開，最令人戰慄的時刻終於來臨⋯

## 演員陣容
- 安聖基 飾 朴允圭
- 申鉉濬 飾 李玄岩
- 秋相美 飾 玄承嬉
- 吳賢喆（朝鲜语：오현철） 飾 張俊厚
- 郭瑾兒 飾 李記者

## 獎項
| - 第36屆大鐘獎（1999年） - 「最佳男主角獎」：申鉉濬 - 「最佳攝影獎」：朴鉉喆 - 「最佳美術獎」：曹和成、沈相旭 - 「最佳燈光獎」：崔成沅 - 「最佳服裝獎」：金有善 - 「最佳音響技術獎」：李揆碩 - 「新人技術獎」：姜鍾翊 - 第19屆青龍電影獎（1998年） - 「最佳新導演獎」：朴光村 | - 第19屆青龍電影獎（1998年） - 「技術獎」：姜鍾翊、尹藝玲 |

## 外部連結
- 互联网电影数据库（IMDb）上《退魔錄》的资料（英文）
- 韩国电影数据库（KMDb）上《退魔錄》的資料